# 梅莉莎·埃雷拉
达夫妮·梅莉莎·埃雷拉·蒙赫（西班牙語：Daphne Melissa Herrera Monge；1996年10月10日—），哥斯达黎加女子足球运动员，司职前锋，目前效力于蒂华纳足球俱乐部和哥斯达黎加国家女子足球队。她曾代表哥斯达黎加参加2022年中北美洲及加勒比海女子足球锦标赛和2023年国际足联女子世界杯等多场国际赛事。